# Кадило (растение)
Кади́ло (лат. Melīttis) — род растений семейства Яснотковые. Включает в себя один вид — Кадило мелиссоли́стное.
Растение распространено в Европе, в том числе на западе европейской части России. Культивируется как декоративное и лекарственное.

## Биологическое описание
Травянистый многолетник.

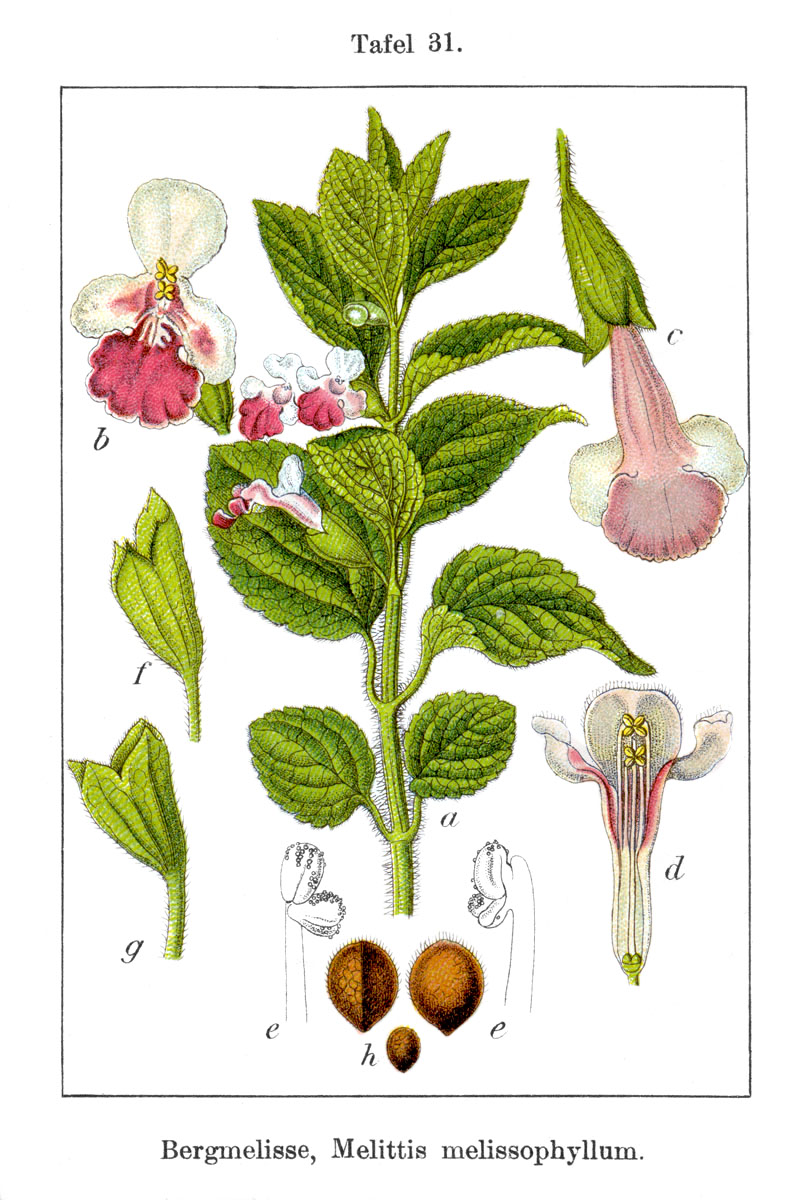
Кадило мелиссолистное.

Стебли прямостоячие, в высоту 20—80 см, четырёхгранные, мохнато-волосистые.
Листья черешковые, до 15 см длиной, округло-яйцевидные, с зубчато-пильчатым краем.
Цветки двугубые, собраны по 2—6 в пазухах листьев. Венчик довольно крупный (лепестки до 32—40 мм в длину), с лилово-тёмно-розовым пятном на средней лопасти нижней губы. Цветёт с конца мая до середины июня.
Плоды — орешки яйцевидной формы, созревают в августе.

## Распространение
Ареал кадила охватывает Среднюю, Южную и Атлантическую Европу. Встречается также в Прибалтике, на Украине и в Молдавии (верхнее течение Днепра и Днестра). В России — в западных областях.
Растёт преимущественно на возвышенностях в широколиственных и смешанных лесах; в западном Полесье приурочен к обнажениям и близкому залеганию кристаллических пород.

## Культивирование
В цветоводстве кадило обычно выращивают на почвах лёгкого механического состава. Требует умеренного увлажнения. Размножают делением корневищ. Семена высевают в августе — сентябре, всходы появляются в апреле — мае. Зацветает на 3—4 году жизни. Растёт без пересадки на одном месте и обильно цветёт более 10 лет. Используется как индивидуально (образуя отдельные группы), так и в сочетании с другими декоративными многолетниками (первоцветами, касатиками, очитками и др.).
В лекарственных целях собирают цветки, при этом полностью скашивая все цветущие побеги на высоте 8—10 см от поверхности почвы.